# Emil Ibrahimow
Emil Jussypowytsch Ibrahimow (ukrainisch Еміль Юсирович Ібрагімов, engl. Transkription Emil Ibrahimov; * 1. Februar 1990) ist ein ukrainischer Leichtathlet, der sich auf den Sprint spezialisiert hat.

## Sportliche Laufbahn
Erste internationale Erfahrungen sammelte Emil Ibrahimow bei den IAAF World Relays 2014 auf den Bahamas, bei denen er mit der ukrainischen 4-mal-100-Meter-Staffel in 38,53 s im B-Finale siegte. Im Sommer startete er mit der Staffel bei den Europameisterschaften in Zürich, verpasste dort aber mit 39,03 s den Finaleinzug. 2016 schied er dann bei den Europameisterschaften in Amsterdam im 100-Meter-Lauf mit 10,61 s in der ersten Runde aus und 2018 scheiterte er bei den Europameisterschaften in Berlin mit 21,29 s in der Vorrunde im 200-Meter-Lauf. Zudem belegte er im Staffelbewerb in 38,71 s den fünften Platz. Bei den IAAF World Relays 2019 in Yokohama schied er mit 38,84 s im Vorlauf mit der 4-mal-100-Meter-Staffel aus und im Jahr darauf wurde er bei den Balkan-Meisterschaften in Cluj-Napoca in 21,54 s Sechster über 200 Meter und gewann mit der Staffel in 39,87 s die Silbermedaille. Bei den World Athletics Relays 2021 im polnischen Chorzów schied er mit 39,06 s im Vorlauf in der 4-mal-100-Meter-Staffel aus.
2017 wurde Ibrahimow ukrainischer Meister im 200-Meter-Lauf.

## Persönliche Bestzeiten
- 100 Meter: 10,30 s (+0,9 m/s), 12. Juni 2016 in Erzurum
  - 60 Meter (Halle): 6,76 s, 27. Januar 2014 in Saporischschja
- 200 Meter: 20,86 s (+1,4 m/s), 26. Juni 2018 in Kropywnyzkyj
  - 200 Meter (Halle): 21,81 s, 1. Februar 2020 in Sumy